# Bernhard Alscher
Bernhard Alscher (* 1957 in Wissen) ist ein deutscher Politiker (möglicherweise Freie Wähler, die tatsächliche Parteimitgliedschaft ist derzeit nicht klar benennbar). Er ist seit 2024 Mitglied des Landtags Rheinland-Pfalz, seit Austritt aus der Fraktion als fraktionsloser Abgeordneter.

## Ausbildung und Beruf
Alscher erhielt 1985 seine Approbation als Tierarzt. 1989 wurde er zum Doktor der Veterinärmedizin promoviert. Von 1985 bis 2008 betrieb er eine Tierarztpraxis in Oberhambach. Seit 1990 ist er Amtlicher Tierarzt beim Landkreis Birkenfeld.
Alscher ist verheiratet, hat vier Kinder und lebt in Oberhambach.

## Politik
Alscher ist Mitglied der Freien Wähler. Von 2008 bis 2024 war er Bürgermeister der Verbandsgemeinde Birkenfeld. Zudem ist er seit 2009 Mitglied des Kreistags des Landkreises Birkenfeld.
Bei der Bundestagswahl 2013 kandidierte Alscher für die Freien Wähler als Direktkandidat im Bundestagswahlkreis Kreuznach und auf Platz vier der Landesliste, verpasste jedoch den Einzug in den Bundestag.
Bei der Landtagswahl in Rheinland-Pfalz 2021 kandidierte Alscher im Wahlkreis Birkenfeld und auf Platz sieben der Landesliste, verpasste aber zunächst den Einzug in den Landtag. Er rückte am 16. Juli 2024 für Joachim Streit in den Landtag nach. Am 6. Oktober 2024 trat er aus der Fraktion der Freien Wählern aus. Infolgedessen wurde er im März 2025 auf Beschluss des Landesschiedsgerichtes aus der Partei ausgeschlossen. Über die Wirksamkeit des Parteiausschlusses besteht derzeit ein innerparteilicher Streit, in welchem der Landesvorstand die Meinung vertritt, Alscher sei mit sofortiger Wirkung ausgeschlossen. Alscher widersprach dem Landesvorstand. Sowohl Landesvorstand als auch Alscher berufen sich hierbei auf die Satzung der Bundesvereinigung der Partei. Eine Klärung ist in dieser Frage bislang nicht erfolgt.

## Strafanzeige
Am 30. Oktober 2024 erstattete der Landkreis Birkenfeld eine Strafanzeige gegen Alscher. Die Staatsanwaltschaft Bad Kreuznach leitete ein Ermittlungsverfahren ein. Ihm wurde vorgeworfen, am 9. Juli 2024 unbefugt 127.000 € vom Konto der Verbandsgemeinde Birkenfeld an den Tierpark Birkenfeld überwiesen zu haben, dessen Vorsitzender er ist. Kurz darauf soll er den Schatzmeister des Tierparks angewiesen haben, die Überweisung rückgängig zu machen. Nach Angaben der Verbandsgemeinde ist dieser kein Schaden entstanden. Außerdem wurde gegen Alscher wegen dieser Angelegenheit ein Disziplinarverfahren eingeleitet.

## Werke
- Einfluss der normalen Geburt auf den thyreoidalen Status neugeborener Kälber und deren Mütter. 1989.